# Caio Norbano Flaco (cônsul em 24 a.C.)
Caio Norbano Flaco (em latim: Gaius Norbanus Flaccus) foi um político da gente Norbana do Império Romano eleito cônsul em 24 a.C. com o imperador Augusto.

## História
Um nobre romano, Flaco era filho de Caio Norbano Flaco, cônsul em 38 a.C.. Assim como seu pai, Flaco era amigo de Augusto. Em 24 a.C., os dois foram eleitos cônsules. No biênio 18-17 ou 17-16 a.C., Flaco foi nomeado procônsul da Ásia. Sabe-se também que Flaco era um dos quindecênviros dos fatos sagrados.
Flaco se casou com Cornélia Balba, filha de Lúcio Cornélio Balbo, o Jovem, e os dois tiveram pelo menos três filhos: Caio Norbano Flaco, cônsul em 15, Lúcio Norbano Balbo, cônsul em 19, e Norbana Clara.